# Ten Thousand Paces / The Jester’s Daily Bread
A Ten Thousand Paces / The Jester's Daily Bread az Omega angol nyelvű kislemeze 1970-ből. A dalok magyarul a 10000 lépés albumon hallhatók. A Ten Thousand Pacest a magyar változattól eltérően Kóbor János énekli.

## Megjelenések
- 1970 SP
- 1994 Best of – Their Greatest Hits from the Sixties in English CD

## Dalok
A: Ten Thousand Paces (Tízezer lépés) (Presser Gábor – Adamis Anna)
B: The Jester's Daily Bread (Udvari bolond kenyere) (Presser Gábor – Adamis Anna)

## Az együttes tagjai
- Benkő László – zongora, trombita, vokál
- Kóbor János – ének, ritmusgitár
- Laux József – dob, ütőhangszerek
- Mihály Tamás – basszusgitár, vokál
- Molnár György – gitár
- Presser Gábor – orgona, vokál